# Klaus Berggreen
Klaus Berggreen (Virum, 3 febbraio 1958) è un ex calciatore danese, di ruolo centrocampista.

## Carriera

### Giocatore

#### Club

Berggreen con la maglia nerazzurra strappata – uno scatto divenuto iconico nella storia del calcio pisano –, nella gara contro la (1-1) del 19 gennaio 1986.

Dopo la trafila nelle giovanili del Lyngby, con lo stesso club arriva in prima squadra esordendo nel 1975 in 2. Division. Nel suo primo anno segna 15 gol diventando il capocannoniere della formazione, portandola poi nel 1979 per la prima volta in 1. Division.
Nel 1982 il presidente Romeo Anconetani lo vuole al Pisa, appena promosso in Serie A dopo tredici anni di assenza, pagandolo 270 milioni di lire. Qui Berggreen contribuisce a portare i nerazzurri alla salvezza, all'undicesimo posto. L'anno successivo il club toscano retrocede in Serie B, tuttavia il giocatore resta e prende parte all'immediata risalita della stagione 1984-1985. Nel campionato successivo, pur inframezzato dal successo europeo in Coppa Mitropa, il danese non riesce a evitare la nuova caduta del Pisa in cadetteria.
Si accasa quindi alla Roma come sostituto di Cerezo, per 4 miliardi di lire, fermandosi una sola stagione nella città capitolina ed esordendo in maglia giallorossa il 14 settembre 1986 contro il Como (0-0). La squadra termina il campionato in settima posizione e Berggreen colleziona un bottino di 5 gol. In vista del torneo successivo si trasferisce al Torino dove, nonostante sia tormentato dagli infortuni, riesce a ripetere la discreta annata romana, mettendo assieme 3 gol in 26 presenze e aiutando l'undici piemontese a raggiungere la sesta posizione in massima serie.
Al termine della stagione in maglia granata, lascia l'Italia per tornare in Danimarca. Conclude la sua carriera dove aveva iniziato, ossia nel Lyngby, con cui nel 1990 vince la coppa nazionale. Nel marzo dello stesso anno, all'età di trentadue anni, abbandona il professionismo restando nel club come direttore sportivo, fino al sopravvenuto fallimento del Lyngby nel 1992.

#### Nazionale
All'inizio degli anni 1980, nella sua prima apparizione in 1. Division, attira l'attenzione del commissario tecnico danese Sepp Piontek, che di lì a poco lo chiama in nazionale. Partecipa con la sua Danimarca al campionato d'Europa 1984 in Francia, con la quale raggiunge la semifinale persa ai rigori contro la Spagna. Gioca poi il campionato del mondo 1986 in Messico, e il campionato d'Europa 1988 in Germania Ovest, disputando due partite da subentrato. Al termine di quest'ultima competizione abbandona la maglia nazionale.

### Dopo il ritiro
Dopo il fallimento del Lyngby, nel 1992, si dimette da diesse e abbandona il calcio per dedicarsi alla sua azienda di moda femminile, la PiRo (dalle iniziali delle sue squadre italiane, Pisa e Roma). È inoltre laureato in economia e commercio. Ogni tanto gioca per beneficenza con gli OldBoys, una formazione composta da vecchie glorie del calcio danese, nonché in una squadra composta da personalità danesi. Fa anche l'attore e lo showman, tornando spesso in Italia a Villa delle Rose, sede del ritiro nerazzuro ai tempi in cui militava nel Pisa.

## Statistiche

### Presenze e reti nei club
| Stagione    | Squadra     | Campionato  | Campionato | Campionato | Coppe nazionali | Coppe nazionali | Coppe nazionali | Coppe continentali | Coppe continentali | Coppe continentali | Altre coppe | Altre coppe | Altre coppe | Totale | Totale |
| Stagione    | Squadra     | Comp        | Pres       | Reti       | Comp            | Pres            | Reti            | Comp               | Pres               | Reti               | Comp        | Pres        | Reti        | Pres   | Reti   |
| ----------- | ----------- | ----------- | ---------- | ---------- | --------------- | --------------- | --------------- | ------------------ | ------------------ | ------------------ | ----------- | ----------- | ----------- | ------ | ------ |
| 1982-1983   | Pisa        | A           | 29         | 8          | CI              | 9               | 2               | -                  | -                  | -                  | -           | -           | -           | 38     | 10     |
| 1983-1984   | Pisa        | A           | 28         | 7          | CI              | 5               | 0               | -                  | -                  | -                  | -           | -           | -           | 33     | 7      |
| 1984-1985   | Pisa        | B           | 38         | 10         | CI              | 7               | 1               | -                  | -                  | -                  | -           | -           | -           | 45     | 11     |
| 1985-1986   | Pisa        | A           | 29         | 4          | CI              | 5               | 0               | -                  | -                  | -                  | CM          | 2           | 1           | 36     | 5      |
| Totale Pisa | Totale Pisa | Totale Pisa | 124        | 29         |                 | 26              | 3               |                    | -                  | -                  |             | 2           | 1           | 152    | 33     |
| 1986-1987   | Roma        | A           | 24         | 5          | CI              | 6               | 0               | CdC                | 2                  | 0                  | -           | -           | -           | 32     | 5      |
| 1987-1988   | Torino      | A           | 26         | 3          | CI              | 10              | 0               | -                  | -                  | -                  | -           | -           | -           | 36     | 3      |

### Cronologia presenze e reti in nazionale
| Cronologia completa delle presenze e delle reti in nazionale ― Danimarca | Cronologia completa delle presenze e delle reti in nazionale ― Danimarca | Cronologia completa delle presenze e delle reti in nazionale ― Danimarca | Cronologia completa delle presenze e delle reti in nazionale ― Danimarca | Cronologia completa delle presenze e delle reti in nazionale ― Danimarca | Cronologia completa delle presenze e delle reti in nazionale ― Danimarca | Cronologia completa delle presenze e delle reti in nazionale ― Danimarca | Cronologia completa delle presenze e delle reti in nazionale ― Danimarca |
| Data                                                                     | Città                                                                    | In casa                                                                  | Risultato                                                                | Ospiti                                                                   | Competizione                                                             | Reti                                                                     | Note                                                                     |
| ------------------------------------------------------------------------ | ------------------------------------------------------------------------ | ------------------------------------------------------------------------ | ------------------------------------------------------------------------ | ------------------------------------------------------------------------ | ------------------------------------------------------------------------ | ------------------------------------------------------------------------ | ------------------------------------------------------------------------ |
| 29-7-1979                                                                | Mikkeli                                                                  | Finlandia                                                                | 0 – 0                                                                    | Danimarca                                                                | Amichevole                                                               | -                                                                        |                                                                          |
| 12-7-1980                                                                | Mosca                                                                    | Unione Sovietica                                                         | 2 – 0                                                                    | Danimarca                                                                | Amichevole                                                               | -                                                                        | 65’                                                                      |
| 27-10-1982                                                               | Copenaghen                                                               | Danimarca                                                                | 1 – 3                                                                    | Cecoslovacchia                                                           | Amichevole                                                               | -                                                                        | 48’                                                                      |
| 10-11-1982                                                               | Lussemburgo                                                              | Lussemburgo                                                              | 1 – 2                                                                    | Danimarca                                                                | Qual. Euro 1984                                                          | 1                                                                        | 46’                                                                      |
| 27-4-1983                                                                | Copenaghen                                                               | Danimarca                                                                | 1 – 0                                                                    | Grecia                                                                   | Qual. Euro 1984                                                          | -                                                                        |                                                                          |
| 1-6-1983                                                                 | Copenaghen                                                               | Danimarca                                                                | 3 – 1                                                                    | Ungheria                                                                 | Qual. Euro 1984                                                          | -                                                                        |                                                                          |
| 7-9-1983                                                                 | Copenaghen                                                               | Danimarca                                                                | 3 – 1                                                                    | Francia                                                                  | Amichevole                                                               | -                                                                        |                                                                          |
| 21-9-1983                                                                | Londra                                                                   | Inghilterra                                                              | 0 – 1                                                                    | Danimarca                                                                | Qual. Euro 1984                                                          | -                                                                        |                                                                          |
| 12-10-1983                                                               | Copenaghen                                                               | Danimarca                                                                | 6 – 0                                                                    | Lussemburgo                                                              | Qual. Euro 1984                                                          | -                                                                        | 84’                                                                      |
| 26-10-1983                                                               | Budapest                                                                 | Ungheria                                                                 | 1 – 0                                                                    | Danimarca                                                                | Qual. Euro 1984                                                          | -                                                                        |                                                                          |
| 16-11-1983                                                               | Atene                                                                    | Grecia                                                                   | 0 – 2                                                                    | Danimarca                                                                | Qual. Euro 1984                                                          | -                                                                        |                                                                          |
| 16-5-1984                                                                | Praga                                                                    | Cecoslovacchia                                                           | 1 – 0                                                                    | Danimarca                                                                | Amichevole                                                               | -                                                                        |                                                                          |
| 6-6-1984                                                                 | Stettino                                                                 | Svezia                                                                   | 0 – 1                                                                    | Danimarca                                                                | Amichevole                                                               | -                                                                        |                                                                          |
| 8-6-1984                                                                 | Copenaghen                                                               | Danimarca                                                                | 1 – 1                                                                    | Bulgaria                                                                 | Amichevole                                                               | -                                                                        |                                                                          |
| 12-6-1984                                                                | Parigi                                                                   | Francia                                                                  | 1 – 0                                                                    | Danimarca                                                                | Euro 1984 - 1º turno                                                     | -                                                                        |                                                                          |
| 16-6-1984                                                                | Lione                                                                    | Danimarca                                                                | 5 – 0                                                                    | Jugoslavia                                                               | Euro 1984 - 1º turno                                                     | 1                                                                        |                                                                          |
| 19-6-1984                                                                | Strasburgo                                                               | Danimarca                                                                | 3 – 2                                                                    | Belgio                                                                   | Euro 1984 - 1º turno                                                     | -                                                                        |                                                                          |
| 24-6-1984                                                                | Montpellier                                                              | Spagna                                                                   | 1 – 1 (5 – 4 dtr)                                                        | Danimarca                                                                | Euro 1984 - Semifinale                                                   | -                                                                        | 62’, 107’                                                                |
| 12-9-1984                                                                | Copenaghen                                                               | Danimarca                                                                | 3 – 1                                                                    | Austria                                                                  | Amichevole                                                               | -                                                                        | 84’                                                                      |
| 26-8-1984                                                                | Copenaghen                                                               | Danimarca                                                                | 1 – 0                                                                    | Norvegia                                                                 | Qual. Mondiali 1986                                                      | -                                                                        | 55’                                                                      |
| 17-10-1984                                                               | Lucerna                                                                  | Svizzera                                                                 | 1 – 0                                                                    | Danimarca                                                                | Qual. Mondiali 1986                                                      | -                                                                        | 79’                                                                      |
| 14-11-1984                                                               | Copenaghen                                                               | Danimarca                                                                | 3 – 0                                                                    | Irlanda                                                                  | Qual. Mondiali 1986                                                      | -                                                                        |                                                                          |
| 8-5-1985                                                                 | Copenaghen                                                               | Danimarca                                                                | 4 – 1                                                                    | Germania Est                                                             | Amichevole                                                               | 1                                                                        |                                                                          |
| 5-6-1985                                                                 | Copenaghen                                                               | Danimarca                                                                | 4 – 2                                                                    | Unione Sovietica                                                         | Qual. Mondiali 1986                                                      | -                                                                        |                                                                          |
| 11-9-1985                                                                | Copenaghen                                                               | Danimarca                                                                | 0 – 3                                                                    | Svezia                                                                   | Amichevole                                                               | -                                                                        | 46’                                                                      |
| 25-9-1985                                                                | San Pietroburgo                                                          | Unione Sovietica                                                         | 1 – 0                                                                    | Danimarca                                                                | Qual. Mondiali 1986                                                      | -                                                                        |                                                                          |
| 9-10-1985                                                                | Copenaghen                                                               | Danimarca                                                                | 0 – 0                                                                    | Svizzera                                                                 | Qual. Mondiali 1986                                                      | -                                                                        |                                                                          |
| 16-10-1985                                                               | Oslo                                                                     | Norvegia                                                                 | 1 – 5                                                                    | Danimarca                                                                | Qual. Mondiali 1986                                                      | 2                                                                        |                                                                          |
| 13-11-1985                                                               | Dublino                                                                  | Irlanda                                                                  | 1 – 4                                                                    | Danimarca                                                                | Qual. Mondiali 1986                                                      | -                                                                        |                                                                          |
| 26-3-1986                                                                | Belfast                                                                  | Irlanda del Nord                                                         | 1 – 1                                                                    | Danimarca                                                                | Amichevole                                                               | -                                                                        |                                                                          |
| 13-5-1986                                                                | Oslo                                                                     | Norvegia                                                                 | 1 – 0                                                                    | Danimarca                                                                | Amichevole                                                               | -                                                                        | 74’                                                                      |
| 16-5-1986                                                                | Copenaghen                                                               | Danimarca                                                                | 1 – 0                                                                    | Polonia                                                                  | Amichevole                                                               | -                                                                        | 69’                                                                      |
| 4-6-1986                                                                 | Nezahualcóyotl                                                           | Scozia                                                                   | 0 – 1                                                                    | Danimarca                                                                | Mondiali 1986 - 1º turno                                                 | -                                                                        | 84’                                                                      |
| 8-6-1986                                                                 | Nezahualcoyotl                                                           | Danimarca                                                                | 6 – 1                                                                    | Uruguay                                                                  | Mondiali 1986 - 1º turno                                                 | -                                                                        |                                                                          |
| 18-6-1986                                                                | Santiago de Querétaro                                                    | Danimarca                                                                | 1 – 5                                                                    | Spagna                                                                   | Mondiali 1986 - Ottavi di finale                                         | -                                                                        |                                                                          |
| 10-9-1986                                                                | Lipsia                                                                   | Germania Est                                                             | 0 – 1                                                                    | Danimarca                                                                | Amichevole                                                               | -                                                                        | 46’                                                                      |
| 24-9-1986                                                                | Copenaghen                                                               | Danimarca                                                                | 0 – 2                                                                    | Germania Ovest                                                           | Amichevole                                                               | -                                                                        |                                                                          |
| 12-11-1986                                                               | Bratislava                                                               | Cecoslovacchia                                                           | 0 – 0                                                                    | Danimarca                                                                | Qual. Euro 1988                                                          | -                                                                        | Ammonizione                                                              |
| 29-4-1987                                                                | Helsinki                                                                 | Finlandia                                                                | 0 – 1                                                                    | Danimarca                                                                | Qual. Euro 1988                                                          | -                                                                        | 73’                                                                      |
| 26-8-1987                                                                | Stoccolma                                                                | Svezia                                                                   | 1 – 0                                                                    | Danimarca                                                                | Amichevole                                                               | -                                                                        | 73’                                                                      |
| 9-9-1987                                                                 | Cardiff                                                                  | Galles                                                                   | 1 – 0                                                                    | Danimarca                                                                | Qual. Euro 1988                                                          | -                                                                        |                                                                          |
| 23-9-1987                                                                | Amburgo                                                                  | Germania Ovest                                                           | 1 – 0                                                                    | Danimarca                                                                | Amichevole                                                               | -                                                                        | 70’                                                                      |
| 27-4-1988                                                                | Vienna                                                                   | Austria                                                                  | 1 – 0                                                                    | Danimarca                                                                | Amichevole                                                               | -                                                                        |                                                                          |
| 5-6-1988                                                                 | Odense                                                                   | Danimarca                                                                | 3 – 1                                                                    | Belgio                                                                   | Amichevole                                                               | -                                                                        | 80’                                                                      |
| 14-6-1988                                                                | Gelsenkirchen                                                            | Germania Ovest                                                           | 2 – 0                                                                    | Danimarca                                                                | Euro 1988 - 1º turno                                                     | -                                                                        | 74’                                                                      |
| 17-6-1988                                                                | Colonia                                                                  | Italia                                                                   | 2 – 0                                                                    | Danimarca                                                                | Euro 1988 - 1º turno                                                     | -                                                                        | 67’                                                                      |
| Totale                                                                   |                                                                          | Presenze                                                                 | 46                                                                       |                                                                          | Reti                                                                     | 5                                                                        |                                                                          |

## Palmarès

Berggreen con la Mitropa Cup vinta dal Pisa nel 1985

### Club

#### Competizioni nazionali
- Campionato italiano di Serie B: 1

Pisa: 1984-1985
- Coppa di Danimarca: 1

Lyngby: 1989-1990

#### Competizioni internazionali
- Coppa Mitropa: 1

Pisa: 1985-1986